# Rubus kwangsiensis
Rubus kwangsiensis là loài thực vật có hoa trong họ Hoa hồng. Loài này được H.L. Li miêu tả khoa học đầu tiên năm 1945.